# NGC 792
NGC 792 في الفهرس العام الجديد، هي مجرة، تقع في كوكبة الحمل (كوكبة). اكتشفت في 7 سبتمبر 1828 بواسطة جون هيرشل.

## روابط خارجية
- NGC 792 على موقع ويكي سكاي: DSS2, SDSS, GALEX, IRAS, Hydrogen α, X-Ray, Astrophoto, Sky Map, Articles and images